# The Next Day
The Next Day – dwudziesty siódmy album studyjny Davida Bowiego wydany 8 marca 2013. Jest to pierwszy studyjny album tego artysty z nowym materiałem od wydanego w 2003 albumu Reality.
Album został zapowiedziany 8 stycznia 2013 w sześćdziesiąte szóste urodziny Bowiego. Pierwszym singlem albumu została piosenka Where Are We Now?, a drugim The Stars (Are Out Tonight). Kilka dni przed oficjalną premierą, album został udostępniony za darmo do odsłuchu na iTunes.
Album został zrealizowany przez Tony’ego Viscontiego, długoletniego współpracownika Bowiego, który opisał album jako „bardzo rockowy”, a zawarty na nim materiał jako „bardzo silny i piękny”. Według Viscontiego na albumie można usłyszeć zarówno „klasycznego”, jak i „innowacyjnego Bowiego” i „słychać na nim nowe kierunki”.
Bowie nie zamierza promować albumu poprzez koncerty. Visconti potwierdził, że muzyk jest nieugięty w swoim postanowieniu i już nigdy nie wystąpi przed publicznością na żywo. Później Visconti poprawił swoją wypowiedź, mówiąc, że Bowie nie zamierza jedynie promować najnowszego albumu trasą koncertową, aczkolwiek istnieje szansa, że materiał z nowej płyty zostanie jednak zaprezentowany w formie koncertu.

## Produkcja albumu
W 2010 roku David Bowie zwrócił się do Tony’ego Viscontiego – producenta wielu jego płyt oraz przyjaciela – z prośbą o pomoc przy opracowaniu kilku dem nowych utworów. Mimo iż Visconti utrzymywał z Bowiem stały kontakt, było dla niego kompletnym zaskoczeniem, że Bowie, wbrew wcześniejszym zapewnieniom, znów zajmuje się twórczością muzyczną. Wkrótce, w składzie: Dawid Bowie (instrumenty klawiszowe), Tony Visconti (gitara basowa), Gerry Leonard (gitary), Sterling Campbell (perkusja), zarejestrowano wstępne wersje kilkunastu nagrań, potencjalnie przeznaczonych na nowy album. Bowie poświęcił kolejne cztery miesiące ocenie nagranego materiału, chcąc mieć pewność, że produkcja podąża w odpowiednim kierunku.
Właściwe sesje nagraniowe rozpoczęto w zlokalizowanym niedaleko miejsca zamieszkania Bowiego studiu Magic Shop. Tym razem do realizacji nagrań zaproszono perkusistę Zachary’ego Alforda oraz basistkę Gail Ann Dorsey, do których potem dołączył gitarzysta Earl Slick. Pojedyncza sesja trwała najwyżej dwa tygodnie, po których Bowie zarządzał około dwumiesięczną przerwę, którą poświęcał analizie nagranego materiału.
Cała produkcja trzymana była w zupełnej tajemnicy. Muzycy oraz inżynierowie w nią zaangażowani musieli podpisać zobowiązanie o zachowaniu poufności. Przedsięwzięcie omal nie wyszło na jaw, kiedy w studiu Magic Shop niezapowiedzianie pojawili się muzycy kanadyjskiego zespołu Metric. Także samego Bowiego kilkukrotnie fotografowano w pobliżu studia, w dodatku z kartą papieru zawierającą teksty nowych piosenek. Wiara, że przeszedł on na muzyczną emeryturę okazała się być jednak silniejsza i do momentu premiery pierwszego singla informacja o nowej płycie Davida Bowiego nie przedostała się do mediów.
Według Tony’ego Viscontiego sesje nagraniowe nie były częste, nie wykraczały poza ośmiogodzinny dzień pracy, aczkolwiek były dość intensywne. Szacuje on, że sumaryczny czas spędzony w studiu nie przekroczył trzy i pół miesiąca.

## Okładka
Okładka albumu to zmodyfikowana okładka wydanej w 1977 płyty „Heroes”, część twarzy Bowiego zasłonięta jest białym kwadratem z tytułem płyty. Według Jonathana Barnbrooka, który zaprojektował także okładkę wcześniejszego albumu Bowiego Heathen zasłonięta twarz artysty ma oznaczać „ducha dobrej muzyki popowej lub rockowej, który mówi o danej chwili, zapominając czy zacierając przeszłość”.

## Listy przebojów
W przedsprzedaży na iTunes już w dniu w którym został zapowiedziany album dotarł do pierwszych miejsc list przebojów w 17 krajach (Austria, Belgia, Kanada, Dania, Finlandia, Francja, Niemcy, Grecja, Islandia, Włochy, Luksemburg, Holandia, Portugalia, Hiszpania, Szwecja, Szwajcaria i Wielka Brytania), a w pięciu innych państwach dotarł do pierwszej dziesiątki najlepiej sprzedawanych płyt (Australia, Japonia, Nowa Zelandia, Norwegia, Stany Zjednoczone).
Album w Polsce uzyskał certyfikat złotej płyty.

## Opinie krytyków
Album został ogólnie przyjęty bardzo pozytywnie przez krytyków w wielu krajach. Według strony Metacritic zbierającej recenzje z wielu źródeł, album otrzymał ogólną ocenę 84 punktów ze 100. Według magazynu „Rolling Stone” album „zawiera wiele odniesień do wcześniejszych osiągnięć Bowiego i przywołuje na myśl płytę Johnna Lennona «In My Life»”, a recenzent „The New York Times” opisał płytę jako „arcydzieło zmierzchu Bowiego”. W polskich mediach muzycznych album został także ogólnie oceniony pozytywnie. Robert Sankowski w „Gazecie Wyborczej” napisał „David znów jest wielki”, bardzo pozytywnie o płycie napisał Grzegorz Kszczotek na onet.pl, ale bardziej ostrożny w ocenie był Bartek Chaciński z „Polityki” określając go jako „pół świetnej płyty”.

## Lista utworów
1. „The Next Day” – 3:51
2. „Dirty Boys” – 2:58
3. „The Stars (Are Out Tonight)” – 3:56
4. „Love Is Lost” – 3:57
5. „Where Are We Now?” – 4:08
6. „Valentine’s Day” – 3:01
7. „If You Can See Me” – 3:15
8. „I’d Rather Be High” – 3:53
9. „Boss of Me” – 4:09
10. „Dancing Out in Space” – 3:24
11. „How Does the Grass Grow?” – 4:33
12. „(You Will) Set the World on Fire” – 3:30
13. „You Feel So Lonely You Could Die” – 4:41
14. „Heat” – 4:25

Deluxe Edition
1. „So She” – 2:31
2. „I’ll Take You There” – 2:44
3. „Plan” – 2:34

## Twórcy

### Wykonawcy
1. „The Next Day” – (Bowie)
  - David Bowie – śpiew, gitara
  - Gerry Leonard – gitara
  - David Torn – gitara
  - Gail Ann Dorsey – gitara basowa
  - Zachary Alford – perkusja
  - Antoine Silverman, Maxim Moston, Hiroko Taguchi, Anja Wood – instrumenty smyczkowe
  - David Bowie i Tony Visconti – aranżacja sekcji smyczkowej
2. „Dirty Boys” – (Bowie)
  - David Bowie – śpiew
  - Gerry Leonard – gitara
  - Earl Slick – gitara
  - Tony Visconti – gitara
  - Tony Levin – gitara basowa
  - Zachary Alford – perkusja
  - Steve Elson – saksofon barytonowy
3. „The Stars (Are Out Tonight)” – (Bowie)
  - David Bowie – śpiew i gitara akustyczna
  - Gerry Leonard – gitara
  - David Torn – gitara
  - Gail Ann Dorsey – gitara basowa
  - Zachary Alford – perkusja
  - Steve Elson – saksofon barytonowy i klarnet kontrabasowy
  - Tony Visconti – flet prosty
  - Antoine Silverman, Maxim Moston, Hiroko Taguchi, Anja Wood – instrumenty smyczkowe
  - David Bowie i Tony Visconti – aranżacja sekcji smyczkowej
  - Gail Ann Dorsey i Janice Pendarvis – wokal wspierający
4. „Love Is Lost” – (Bowie)
  - David Bowie – śpiew i instrumenty klawiszowe
  - Gerry Leonard – gitary
  - Gail Ann Dorsey – gitara basowa
  - Zachary Alford – perkusja
5. „Where Are We Now?” – (Bowie)
  - David Bowie – śpiew i instrumenty klawiszowe
  - Gerry Leonard – gitara
  - Tony Levin – gitara basowa
  - Zachary Alford – perkusja
  - Henry Hey – fortepian
  - Tony Visconti – instrumenty smyczkowe
6. „Valentine’s Day” – (Bowie)
  - David Bowie – śpiew
  - Earl Slick – gitary
  - Tony Visconti – gitara basowa
  - Sterling Campbell – perkusja
7. „If You Can See Me” – (Bowie)
  - David Bowie – śpiew i instrumenty klawiszowe
  - Gerry Leonard – gitara
  - David Torn – gitara
  - Tony Levin – gitara basowa
  - Zachary Alford – bębny i instrumenty perkusyjne
  - Gail Ann Dorsey – wokal wspierający
8. „I’d Rather Be High” – (Bowie)
  - David Bowie – śpiew
  - Gerry Leonard – gitary
  - Tony Levin – gitara basowa
  - Zachary Alford – perkusja
9. „Boss of Me” – (Bowie/Leonard)
  - David Bowie – śpiew
  - Gerry Leonard – gitary
  - Tony Levin – Chapman stick
  - Zachary Alford – perkusja
  - Steve Elson – saksofon barytonowy
  - Tony Visconti – flet prosty
  - Gail Ann Dorsey i Janice Pendarvis – wokal wspierający
10. „Dancing Out in Space” – (Bowie)
  - David Bowie – śpiew i instrumenty klawiszowe
  - Gerry Leonard – gitara
  - David Torn – gitara
  - Gail Ann Dorsey – gitara basowa
  - Zachary Alford – perkusja
11. „How Does the Grass Grow?” – (Bowie/Jerry Lordan)
  - David Bowie – śpiew i instrumenty klawiszowe
  - Gerry Leonard – gitara
  - David Torn – gitara
  - Gail Ann Dorsey – gitara basowa
  - Zachary Alford – perkusja
  - Gail Ann Dorsey – wokal wspierający
  - zawiera interpretację utworu Apache autorstwa Jerry’ego Lordana opublikowanego przez Regent Music Corp. and Francis, Day and Hunter
12. „(You Will) Set the World on Fire” – (Bowie)
  - David Bowie – śpiew
  - Earl Slick – gitara
  - Gerry Leonard – gitara
  - Tony Visconti – gitara basowa
  - Sterling Campbell – perkusja i tamburyn
  - Gail Ann Dorsey i Janice Pendarvis – wokal wspierający
13. „You Feel So Lonely You Could Die” – (Bowie)
  - David Bowie – śpiew i gitara akustyczna
  - Gerry Leonard – gitara
  - David Torn – gitara
  - Tony Visconti – gitara
  - Gail Ann Dorsey – gitara basowa
  - Zachary Alford – perkusja
  - Henry Hey – fortepian
  - Antoine Silverman, Maxim Moston, Hiroko Taguchi, Anja Wood – instrumenty smyczkowe
  - Tony Visconti – aranżacja sekcji smyczkowej
  - Gail Ann Dorsey i Janice Pendarvis – wokal wspierający
14. „Heat” – (Bowie)
  - David Bowie – śpiew i gitara akustyczna
  - Gerry Leonard – gitara
  - David Torn – gitara
  - Gail Ann Dorsey – gitara basowa
  - Zachary Alford – perkusja
  - Antoine Silverman, Maxim Moston, Hiroko Taguchi, Anja Wood – instrumenty smyczkowe
  - Tony Visconti – aranżacja sekcji smyczkowej

Opracowano na podstawie materiału źródłowego.

### Personel
- Barnbrook – projekt okładki
- David Bowie – producent
- Kabir Hermon – asystent inżyniera dźwięku
- Jimmy King – fotograf (portret Davida Bowiego na wewnętrznej stronie okładki),
- Dave McNair – mastering
- Mario McNulty – inżynier dźwięku
- Sukita – fotograf (portret Davida Bowiego z okładki płyty „Heroes”)
- Brian Thorn – asystent inżyniera dźwięku
- Tony Visconti – producent, inżynier dźwięku, miks

Opracowano na podstawie materiału źródłowego.